# Roburent
Roburent es una localidad y comune italiana de la provincia de Cuneo, región de Piamonte, con 548 habitantes.

## Evolución demográfica
| Gráfica de evolución demográfica de Roburent entre 1861 y 2001 |
|                                                                |
| Fuente ISTAT - elaboración gráfica de Wikipedia                |